# حصن الهندي (عمد)

تعديل مصدري - تعديل

حصن الهندي هي إحدى قرى  بمديرية عمد التابعة لمحافظة حضرموت، بلغ تعداد سكانها 4 نسمة حسب تعداد اليمن لعام 2004.